# Dawid Korzekwa
Dawid Korzekwa (ur. 1980 w Bytomiu) – polski grafik–projektant; doktor habilitowany, profesor nadzwyczajny Akademii Sztuk Pięknych w Katowicach.

## Życiorys
Absolwent Akademii Sztuk Pięknych w Katowicach. W 2004 roku obronił dyplom magisterski w Pracowni Książki i Typografii oraz Pracowni Działań Multi-graficznych (wyróżniony medalem). W 2008 na tej samej uczelni uzyskał doktorat z zakresu Sztuk Plastycznych, a następnie habilitację (2014). Obecnie kierownik Pracowni publikacji cyfrowych katowickiej Akademii Sztuk Pięknych. Założyciel serwisu Gust Gust poświęconemu promocji polskiego designu i mody.

## Osiągnięcia zawodowe
Dyrektor artystyczny magazynu literackiego Kursywa (2004–2007); Dyrektor artystyczny miesięcznika Drogi oraz kwartalnika Obiekty Inżynierskie (od 2008); Dyrektor kreatywny miesięcznika BE Magazyn (od 2013); Komisarz międzynarodowego biennale studenckiej grafiki projektowej AGRAFA (2006–2009). Członek Rady Programowej Międzynarodowego Biennale Plakatu w Warszawie (od 2013). Specjalizuje się w projektowaniu prasowym, książce, identyfikacji wizualnej i plakacie. Biegły sądowy z zakresu projektowania graficznego i praw autorskich. Prezes Zarządu Stowarzyszenia Twórców Grafiki Użytkowej STGU (2007-2018).

## Wystawy (wybór)
- 2009 – 4. doroczna wystawa prac członków STGU, Galeria Rondo Sztuki, Katowice,
- 2010 – wystawa prac członków STGU Yes we can, gmach Sinfonia Varsovia, Warszawa,
- 2011 – wystawa Design for freedom freedom in design, Galeria 8, Tokyo,
- 2011 – Dialogue Design/Dizajn Dialogu, Muzeum Sztuki Współczesnej,
- 2011 – Design for freedom freedom in design, Galeria Made My Day, Berlin,
- 2011 – Overdesigned, Łódź Design Festiwal, Łódź[6],
- 2011 – III Interdyscyplinarny Festiwal Sztuk M{i}aSTO GWIAZD, Żyrardów,
- 2011 – Life in 3d. Art Terrarium, BWA Olsztyn,
- 2012 – Warmia: Rebelia Designu, Galeria Zamek w Reszlu,
- 2012 – Design for freedom freedom in design, Centrum Sztuki Współczesnej, Baku, Azerbejdżan,
- 2012 – Design for freedom freedom in design, Galeria Studio 44, Sztokholm, Szwecja,
- 2013 – Targi Wiedzy Graficznej, Centrum sztuki Fort Sokolnickiego, Warszawa,
- 2013 – 2014, CARTEL PL. Exhibición de Carteles Polacos, Museo San Francisco, Boliwia.

## Nagrody i wyróżnienia
- 2004 – Jego praca, projekt Magazynu Literackiego Kursywa, została zaliczona do dziesiątki najlepszych polskich dyplomów przez Magazyn 2+3D;
- 2005 – Stypendysta Ministra Kultury;
- 2015 – Brązowy Krzyż Zasługi[5].